# Waxing (köpinghuvudort i Kina, Heilongjiang Sheng, lat 46,36, long 127,48)
Waxing (kinesiska: 洼兴, 洼兴镇) är en köpinghuvudort i Kina. Den ligger i provinsen Heilongjiang, i den nordöstra delen av landet, omkring 94 kilometer nordost om provinshuvudstaden Harbin. Antalet invånare är 26 786. Befolkningen består av 13 020 kvinnor och 13 766 män. Barn under 15 år utgör 15,0 %, vuxna 15-64 år 78 %, och äldre över 65 år 6,0 %.
Runt Waxing är det ganska tätbefolkat, med 185 invånare per kvadratkilometer. Närmaste större samhälle är Longmiao, 19,3 km väster om Waxing. Trakten runt Waxing består till största delen av jordbruksmark.
Genomsnittlig årsnederbörd är 884 millimeter. Den regnigaste månaden är juli, med i genomsnitt 187 mm nederbörd, och den torraste är januari, med 9 mm nederbörd.